# Allyn Condon
Allyn Condon (Reino Unido, 24 de abril de 1974) es un atleta británico retirado especializado en la prueba de 4 x 100 m, en la que ha conseguido ser campeón europeo en 1998.

## Carrera deportiva
En el Campeonato Europeo de Atletismo de 1998 ganó la medalla de oro en los relevos 4 x 100 metros, con un tiempo de 38.55 segundos, llegando a meta por delante de Francia y Polonia.